# ハリッジ部隊

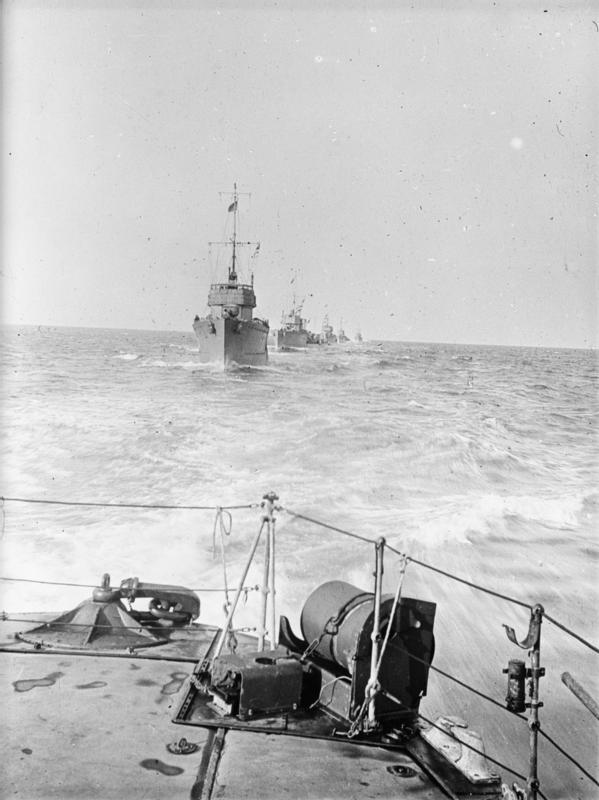
ハリッジ部隊の駆逐艦

ハリッジ部隊 (Harwich Force) は、第一次世界大戦中に編成されたイギリス海軍の部隊。

## 歴史
第一次世界大戦勃発後、イギリス海軍にとってひとつの優先目標はイギリス海峡入り口の防衛であった。ドイツ海軍部隊による大西洋進出や、大陸との間の海上輸送の妨害を阻止するためである。グランドフリート所属部隊の大半は、北海から大西洋へ向かう北側のルートを監視するためスカパ・フローやその他の北東部の港に分散配置されていた。結果、複数の哨戒部隊がイングランド南部から東部にかけて組織され、主要な港には司令部が置かれた。主に駆逐艦で構成されたドーバーパトロールはドーバーを拠点とし、前弩級戦艦や巡洋艦はポートランド港に配備された。また、多数の駆逐艦、嚮導駆逐艦や軽巡洋艦がハリッジに集められ、レジナルド・ティリット（Reginald Tyrwhitt）准将の指揮下に置かれた。

## 構成
ハリッジ部隊は4から8隻の軽巡洋艦、数隻の嚮導駆逐艦と通常30から40隻の駆逐艦で構成されていた。隻数は戦争中に変化した。ハリッジにはロジャー・キーズ准将指揮下の潜水艦部隊も配備されていた。1917年初頭、ハリッジ部隊は8隻の軽巡洋艦、2隻の嚮導駆逐艦と45隻の駆逐艦からなっていた。年末には軽巡洋艦9隻、嚮導駆逐艦4隻、駆逐艦24隻になっていた。軽装高速の艦艇の組み合わせは、偵察や哨戒が効率的に行えるようにする一方、ドイツの駆逐艦部隊などとの交戦は可能でありドイツ軍が海峡に機雷を敷設するのを妨げることが出来るよう意図されていた。

## 活動
ハリッジ部隊は可能な時はドーバーパトロールと共に任務に当たることになっていた。また、海軍本部はグランドフリートがハリッジ部隊の活動海域に移動する際はハリッジ部隊に援護させることも考えていた。さらに、Tyrwhittには、北海南部におけるドイツ海軍の動向調査や、テムズ川・オランダ間を航行する船舶の護衛も求められていた。ドーバーパトロールへ増援部隊を送る必要が生じることで、Tyrwhittの任務はしばしば阻害された。ハリッジ部隊が初めて敵を攻撃したのは1914年8月5日のことであり、偵察巡洋艦アンフィオンに率いられた部隊がドイツの機雷敷設艦ケーニギン・ルイーゼを撃沈した。戦争中、ハリッジ部隊は24隻の敵商船を沈めるか拿捕し、英蘭間で520隻の東へ向かう船と511隻の西へ向かう船を護衛した 。また、1914年12月25日に行われたクックスハーフェン空襲にも参加した。  

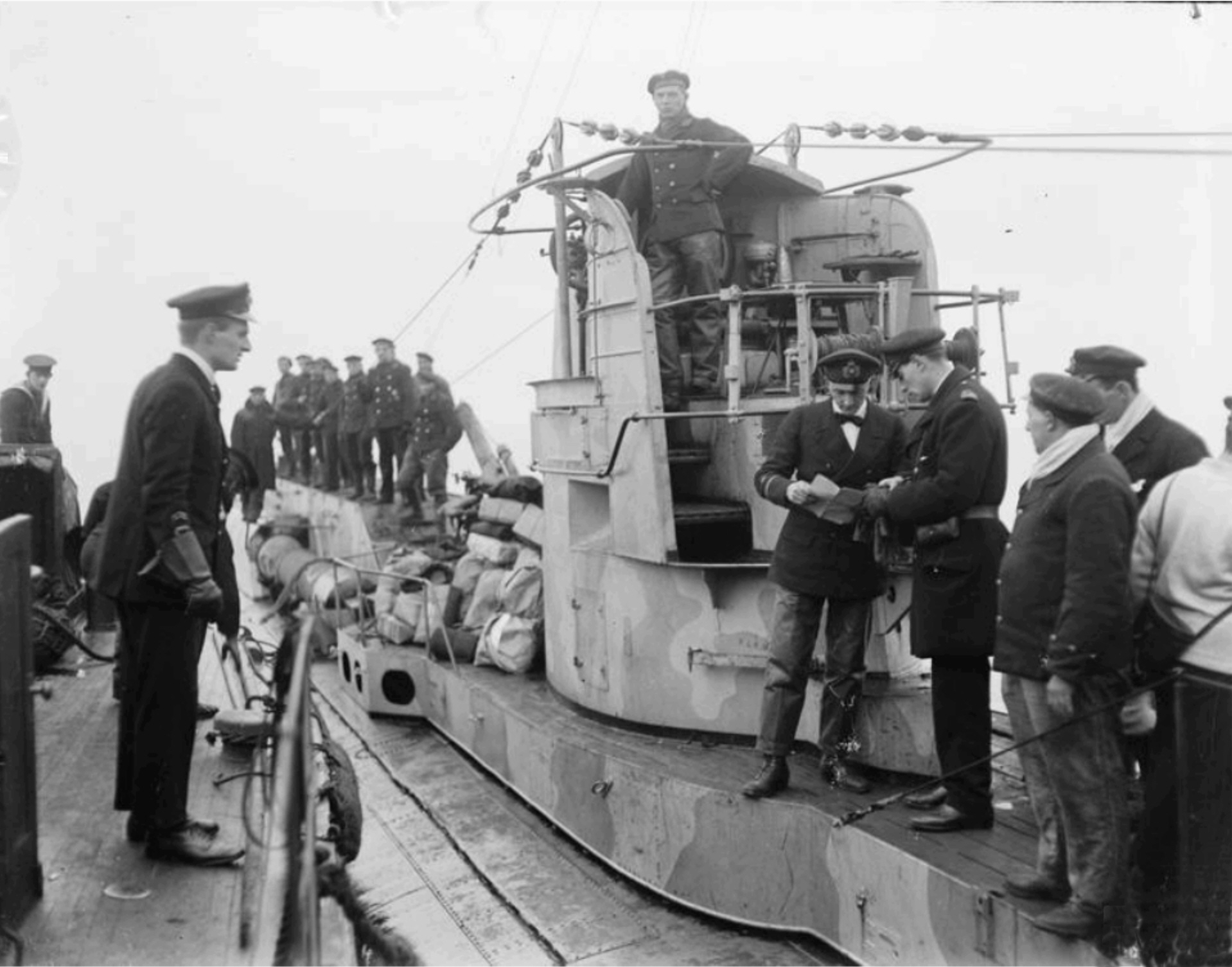
ハリッジでのUボートの降伏

ハリッジ部隊は何度かドイツ海軍との戦闘に参加した。ハリッジ部隊の艦艇はヘリゴラント・バイト海戦、テセル島沖海戦、ドッガー・バンク海戦に参加し、1914年のドイツ軍によるスカーバラ、ハートルプールおよびウィトビー襲撃や1916年のヤーマスとローストフト砲撃後に動員された。ユトランド海戦前にも出撃したが、戦闘には参加しなかった。戦後、ハリッジはドイツの残存Uボートの降伏場所に指定され、ハリッジ部隊がそれを監督した。